# Animali araldici
Gli animali araldici sono figure araldiche considerate le più nobili e hanno spesso la funzione di simboleggiare le qualità o il potere del titolare dello stemma.
Sono rappresentati di norma in una loro posizione naturale e cioè passanti, rampanti, correnti, sedenti, dormienti, ecc.
Il loro colore araldico è quello più simile al colore naturale, con le notevoli eccezioni dell'aquila e del leone, che sono invece raffigurati con tutte le possibili combinazioni di colori o pellicce.
L'aquila, il leone ed il leopardo sono detti "figure naturali giuste".
Molto importanti sono anche gli animali favolosi (o "chimerici") tra i quali il Pegaso, il drago, il liocorno, la Medusa, l'Arpia, ecc.
Tra gli animali utilizzati nel blasone vi sono:

## Mammiferi
- Agnello
- Agnello pasquale
- Alce
- Ariete
- Asino
- Bove
- Cane
- Castoro
- Cavallo
- Cervo
- Cinghiale
- Coniglio
- Dolce
- Donnola
- Elefante
- Gatto
- Golpe
- Leoncino
- Leone
- Leone di Giuda
- Leone nato morto
- Lepre
- Levriere
- Lontra
- Lupo
- Maiale
- Montone
- Orso
- Pantera
- Pecora
- Porcospino
- Scoiattolo
- Scrofa
- Stambecco
- Tasso
- Tigre
- Topo
- Toro
- Veltro
- Volpe

## Uccelli
- Airone
- Alcione
- Alerione
- Allodola
- Anatrella
- Aquila
- Aquilotto
- Avvoltoio
- Chiurlo
- Cicogna
- Cigno
- Cincia
- Civetta
- Colomba
- Cornacchia
- Corvo
- Cutrettola
- Fagiano
- Falco pescatore
- Falcone
- Gabbiano
- Gallo
- Gallo cedrone
- Gazza
- Gru
- Martin pescatore
- Merla
- Merlo
- Oca
- Passero
- Pavone
- Pellicano
- Pernice
- Picchio
- Piccione
- Pipistrello (araldicamente è un uccello)
- Rigogolo
- Rondine
- Sparviero
- Struzzo
- Tortora
- Upupa

## Pesci
- Aringa
- Barbo
- Carpa
- Coregone
- Delfino (araldicamente è un pesce e non un mammifero)
- Ippocampo
- Luccio
- Lucioperca
- Persico
- Pesce
- Sardina
- Salmone
- Scazzone
- Storione
- Temolo
- Tonno
- Trota

## Rettili
- Anguilla (araldicamente è trattata come un rettile)
- Biscia
- Coccodrillo
- Lucertola
- Salamandra
- Serpente
- Tartaruga

## Anfibi
- Rana

## Insetti e Aracnidi
- Ape
- Farfalla
- Formica
- Grillo
- Mosca
- Ragno
- Scorpione

## Molluschi
- Chiocciola
- Conchiglia
- Conchiglia di Santiago

## Crostacei
- Aragosta
- Gambero
- Granchio

## Animali favolosi
- Anfisbena
- Arpia
- Basilisco
- Centauro
- Cerbero
- Chimera
- Coccatrice
- Drago
- Fenice
- Grifone
- Idra
- Ippogrifo
- Unicorno (o Liocorno)
- Melusina
- Pegaso
- Sirena
- Tritone
- Viverna